# مايا روزا
مايا روزا مواليد 17 أغسطس 1986 في إندونيسيا، هي لاعبة كرة مضرب إندونيسية بدأت مسيرتها كمحترفة سنة 2003 تلعب باليد اليمنى. أعلى تصنيف لها في الفردي كان المركز الـ 788 في سنة 2004.

## روابط خارجية
- مايا روزا على موقع رابطة محترفات التنس (الإنجليزية)
- مايا روزا على موقع الاتحاد الدولي لكرة المضرب (الإنجليزية)